# Har Odem
Har Odem (hebrejsky: הר אודם, doslova „Rubínová hora“, arabsky: رأس الأحمر, Tal al-Ahmar) je hora sopečného původu o nadmořské výšce 1187 metrů na Golanských výšinách, na syrském území od roku 1967 obsazeným Izraelem.
Nachází se v severovýchodní části Golanských výšin, 23 kilometrů severovýchodně od města Kacrin a 7 kilometrů jižně od města Madždal Šams, cca 6 kilometrů od linie izraelské kontroly. Na východním úbočí hory se rozkládá drúzské město Buk'ata, na západním leží vesnice Odem, na jižních svazích obec El Rom.
Har Odem je součástí pásu vrcholů sopečného původu, které lemují východní okraj Golanských výšin. Východně odtud na něj navazují hory Har Kramim a Har Varda, na jejichž severním úbočí leží jezero Ram.
Povrch hory je zčásti zemědělsky využívaný (zejména východní svahy přikloněné k městu Buk'ata), zčásti zalesněný. Nachází se tu přírodní rezervace s úseky lesní vegetace. Jde o zbytky souvislých lesů, jež ve starověku pokrývaly Golanské výšiny. Z vrcholu se nabízí kruhový výhled na Golanské výšiny a do vnitrozemí Sýrie. Stojí tu stanoviště izraelské armády.